# Prix Max-Delbruck
Le prix Max-Delbruck, anciennement connu sous le nom de prix de physique biologique, est un prix décerné par la division de physique biologique de la Société américaine de physique (American Physical Society), pour reconnaître et encourager les réalisations exceptionnelles dans la recherche en physique biologique. 
Le prix a été créé en 1981 et renommé en Max Delbrück en 2006. Le prix se compose de 10 000 $, d'une allocation pour se rendre à la réunion où le prix est décerné et d'un certificat. Il est attribué tous les deux ans les années paires jusqu'en 2014, puis chaque année à partir de 2015.

## Anciens lauréats
Source : Société américaine de physique
- 1982 : George Feher, Roderick Clayton
- 1983 : Paul Lauterbur
- 1984 : Howard Berg  et Edward Purcell
- 1985 : John Hopfield
- 1986 : Hartmut Michel et Johann Deisenhofer
- 1987 : Britton Chance
- 1991 : Watt W. Webb
- 1992 : Hans Frauenfelder
- 1994 : Robert Pearlstein et Robert S. Knox
- 1996 : Seiji Ogawa
- 1998 : Rangaswamy Srinivasan
- 2000 : Paul K. Hansma
- 2002 : Carlos Bustamante
- 2004 : Peter Wolynes
- 2006 : Alfred G. Redfield (de)
- 2008 : Steven Block
- 2010 : Xiaowei Zhuang
- 2012 : William Eaton (en)
- 2014 : Robert Austin[2]
- 2015 : Stanislas Leibler (université Rockefeller)

Pour l'établissement de l'étude des principes de conception de réseaux génétiques en tant que fondement du domaine de la biologie des systèmes et pour des travaux pionniers sur la robustesse des systèmes biologiques.
- 2016 : Stephen R. Quake (université Stanford)

Pour l'invention de l'intégration microfluidique à grande échelle et son utilisation pour acquérir de nouvelles connaissances sur la cristallographie des protéines, la liaison des facteurs de transcription et l'écologie microbienne, et pour des découvertes fondamentales dans l'analyse du génome d'une seule cellule et d'une seule molécule.
- 2017 : Alan S. Perelson (de), laboratoire national de Los Alamos

Pour des contributions profondes à l'immunologie théorique, qui apportent un aperçu et sauvent des vies.
- 2018 : William S. Bialek (université de Princeton)

Pour l'application des principes théoriques généraux de la physique et de la théorie de l'information pour aider à comprendre et à prédire comment les systèmes biologiques fonctionnent à différentes échelles, des molécules et cellules aux cerveaux et aux collectifs d'animaux.
- 2019 : Jose Nelson Onuchic et Ken A. Dill

Pour des contributions indépendantes à une nouvelle vision du repliement des protéines, de l'introduction et l'exploration de modèles simples, aux confrontations détaillées entre théorie et expérience.
- 2020 : James Collins (en)

Pour des contributions pionnières à l'interface de la physique et de la biologie, en particulier la mise en place du domaine de la biologie synthétique et les applications de la physique statistique et de la dynamique non linéaire en biologie et en médecine.
- 2021 : Andrea Cavagna et Irene Giardina

Pour la combinaison incisive de l'observation, de l'analyse et de la théorie pour élucider les magnifiques problèmes de physique statistique qui sous-tendent le comportement collectif des troupeaux et des essaims naturels.
- 2022 : Terence Tai-Li Hwa

Pour développer des études quantitatives révélant les contraintes fondamentales de la physiologie bactérienne et pour formuler des théories phénoménologiques simples qui prédisent quantitativement les réponses bactériennes aux changements génétiques et environnementaux.
- 2023 : Arup K. Chakraborty

Pour son rôle de premier plan dans le lancement du domaine de l'immunologie computationnelle, visant à appliquer des approches issues des sciences physiques et de l'ingénierie pour démêler les fondements mécanistes de la réponse immunitaire adaptative aux agents pathogènes et à exploiter cette compréhension pour aider à concevoir des vaccins et des thérapies.
- 2024 : Eric D. Siggia

Pour des approches théoriques puissantes de la physique de la vie et des liens incisifs entre théorie et expérience, de la mécanique de l'ADN à la dynamique des réseaux génétiques, et du bruit dans l'expression des gènes à la formation de modèles dans les embryons et les populations de cellules souches.
- 2025 : Devarajan Thirumalai

Pour des modèles théoriques pionniers qui ont guidé les expérimentateurs et expliqué les résultats expérimentaux sur le repliement des protéines et de l'ARN, la dynamique des chromosomes, les moteurs moléculaires et la dynamique cellulaire collective, et pour changer notre compréhension de la façon dont les chaperons moléculaires facilitent le repliement.

## Voir également
- Liste des prix de biologie
- Liste des prix de physique